# Semachrysa papuensis
Semachrysa papuensis is een insect uit de familie van de gaasvliegen (Chrysopidae), die tot de orde netvleugeligen (Neuroptera) behoort. 
Semachrysa papuensis is voor het eerst wetenschappelijk beschreven door Brooks in 1983.